# タッジー・マッジー
『タッジー・マッジー』は、山口美由紀による日本の漫画作品。『花とゆめ』（白泉社）にて1992年から1994年にかけて連載された。コミックスは花とゆめコミックスより全6巻、白泉社文庫より全3巻。
前作『フィーメンニンは謳う』から引き続き主要登場人物としてシルヴィが登場し、地続きの作品であるが、ストーリー上の直接のつながりはない。ジャンルとしては同じファンタジー作品であるが、「フィーメンニンは謳う」は異世界を主な舞台としていたのに対して、本作は人間の世界を舞台としており、対となる関係にあると言える。

## あらすじ
田舎町・モーゲンに引っ越してきたロッテには、人に言えない秘密があった。それは自分が魔女であること。小さい頃からその力のために迫害され、時間は少女のまま止まってしまい、15歳からは一人家を出て隠れるように各地を転々としていたのだった。モーゲンでも早々に大家のカロリーネと孫のリヒトにバレてしまうが、二人はロッテが魔女であることを受け入れる。そんな中、ロッテは妖精の世界からやって来た青年・シルヴィと出会う。彼は人間の世界にやってきた妖精・マリーンを追ってやってきたのだが、そのマリーンは心はロッテの中に入り込んで出られなくなっており、体は行方不明という状態だった。マリーンの体がモーゲンの町にあるらしいことがわかり、ロッテは体探しに協力することになる。
モーゲンにはかつて町に住んでいたという魔女・ルルーの伝説が残っていた。町の住人達とトラブルを起こし殺されたルルーは、眠りについた精霊達とともに復活するという予言を残していた。ロッテ達によるマリーンの体探しと時を同じくして動き出すルルー。ロッテはルルーから町を守るため魔法の修行を始めるが、ロッテがあこがれる数学教師・ザヴィニーとその助手・ルーイにシルヴィは疑いの目をむける。
自らの目的のためルルー騒動を起こし、ロッテ達を利用しようとするザヴィニー。だがルルーの死の真実と予言の意味が明らかになった時、ザヴィニーは救われ、モーゲンはかつてのように人間と精霊達が共存出来る町へと変わったのであった。

## 主な登場人物
ロッテ
本名はシャルロッテ・グリューン。外見はローティーンの少女だが、これは無意識のうちに魔法の力で時間を止めていた（単に不老なのではなく、髪がのびたりもしない）ためで、本当の年齢は70歳。魔女であることを隠すため、各地を転々としていたところをモーゲンの町に引っ越して来た。モーゲンでの家は町の外れにある一軒家だが、これはかつて魔女・ルルーが住んでいた家だった。
かつて母と暮らしていた時にハーブの使い方を覚え、自家製のハーブ製品を売って生計を立てている。ただし、魔力のせいで効き目が通常のハーブ製品よりも強い。また、ロッテのハーブティーを飲んだ人間が（本来通常の人間には見えないはずの）シルヴィの姿を見ることができるようになったり、ハーブキャンドルで真の姿が映し出されたりと、特殊な効力も発揮する。それ以外にも多くの魔法が使えるが、対象が花柄になるなどの副作用が現れていた。
当初は魔法の力を捨てたがっていたが、ルルーから町を守るために魔法の修行をする。ルルーのことを知る中で魔女の力を受け入れられるようになり、ルルー騒動の解決とともに時間も動き出し、最終回では成長したロッテの姿が描かれた。
シルヴィ
ロッテの前に現れた、人間と妖精の血をひくクォーターの青年。「フィーメンニンは謳う」から引き続き登場。元々はマリーンを連れ戻すために人間の世界へやってきた。ザヴィニーがルルー騒動の黒幕であることに早くから勘づいていた。戦いの中でロッテを守りたいという気持ちが芽生える。酔うと脱ぎ上戸になる。
マリーン
シルヴィに追いかけて来てもらいたいという気持ちと、シルヴィに人間の世界を見せたいという想いから、人間の世界にやって来た妖精。予想外のダメージを受けたため、心だけロッテの中に入り込んで休養していたところ、今度は逆にロッテの中から出られなくなってしまった。行方不明となった自分の体を探すため、ロッテの寝ている間に体を乗っ取っていたが、自分の存在を知られてからはロッテのウサギのぬいぐるみをベースとした体に意識を移して仮の体として使うようになる。
最初はシルヴィ一筋だったが、後にリヒトに惹かれるようになる。
事件解決後に体を取り戻すが、衰弱が激しかったため、妖精の世界へと帰っていった。
リヒト・ヘルダー
ロッテの家の大家であるカロリーネの孫。学校では名うてのプレイボーイでファンも多い。ロッテが魔女であることを初めから受け入れ、協力する。最初のうちはロッテを気に入っていたが、後にマリーンに惹かれるようになる。
本当はカロリーネの実の孫ではなく、チコリに自らの計画を手伝わせようと考えたザヴィニーが、その交換条件として、娘夫婦を亡くして独りぼっちになっていたカロリーネのために作った人形だった。カロリーネを初め町の住人達は、ザヴィニーの術によりリヒトがカロリーネの実の孫であると信じている。この事実を知ったリヒトは一度はマリーンやカロリーネの元に帰るのをためらうが、マリーンの呼びかけに応じ、カロリーネの元に「孫」として帰る。
町が再び精霊たちと共存出来るようになった時、人間の体へと生まれ変わった。
カロリーネ・ヘルダー
ロッテの家の大家（ルルーの家をカロリーネが管理することになった経緯は不明）。70歳で実はロッテと同じ年。町でもよく知られた元気なお婆さん。ロッテが魔女であることを受け入れ、ロッテが傷つかないよう、ルルーの伝説が悲劇であることを初めは隠していた。
リヒトが実の孫でないことを知ってからも、それまで同様祖母としてリヒトのことを受け入れる。
チコリ
ルルーが住んでいたころからロッテの家に住み着いているホウキの精。気が弱く、びっくりするとホウキに戻ってしまう。
他の精霊達と違ってルルーの死後も眠りにつかなかった。かつての事件を直接知る人物の一人。ルルーの死の遠因を作ってしまった負い目などからザヴィニーに協力させられていた。
エーリヒ・ザヴィニー
リヒトとロッテが通う学校に赴任して来た数学教師。ロッテとは別の町で会ったことがあり、紳士的な態度だったことからあこがれの存在だった。
一連のルルー騒動の黒幕。何百年も昔のモーゲンの権力者の息子で、ルルーや精霊に対して否定的だったが、それはルルーへの想いの裏返しだった。ルルーを自分のものにするために陥れようとしたが、暴動を起こした町の住人達にルルーもろとも刺され、命を助けるためにルルーが永遠の命と魔力をザヴィニーに与えた。それにより魔力を受け継ぎ、不老の体になってしまい、一族から追い出されてしまう。以来放浪の旅を続け、ルルーへの想いは時とともに憎しみに変わり、その体は徐々に闇に蝕まれていき、光の下では暮らせない体になってしまう。元の体に戻るため、ロッテやマリーンを利用しようとする。
ルーイ
ザヴィニーの助手。本名はルードヴィッヒ（ルルーの本名・ルドヴィカに対応する男性名）。一見すると女性に見える。ただし普通の人間ではなく、ザヴィニーが作った人形である。女性に見えるのはルルーをモデルとしているため。同じ顔をしていることで疎まれてもいたが、ザヴィニーに対しては献身的。その一方で、ザヴィニーの目的のためにロッテ達を利用することについてはためらいがあった。最後はザヴィニーのためにザヴィニーを演じてロッテと戦い、散っていった。
泉の精（いずみのせい）
モーゲンの水場（噴水やポンプなど）と通じている「運命の河」に住む女性の精霊。「泉の精」と名乗っているが、実際は「流れていくもの」の番人で、時の流れもその中に含まれており、彼女のところに行けば過去や未来を知ることが出来る。ただし、未来については確定ではなく「そうなる可能性」を見ることになる。さらに未来を変える（正確には、特定の未来の実現の可能性を高くする）ことも可能。ルルーの死の顛末の一部始終を知る唯一の人物。
作中で直接会ったのはシルヴィ、ザヴィニー、ルルー（回想）のみ。
ムート
町の少年。ルルーのファンで、ロッテが魔女であることを知った時は、町に新しい魔女が来たことを喜んだ。
ラウラ
ロッテのクラスメイト。ムートの姉。リヒトのファンで、リヒトがロッテにかまうのを快く思っていなかったが、町の住人達がロッテに疑いの目を向けた時はロッテを信じていた。
ユリア
ロッテのクラスメイト。ロッテがシルヴィへの気持ちを自覚するきっかけを作った。
ルルー
かつてモーゲンに住み、町の住人相手に商売をしながら共に暮らしていたという魔女。しかし住民達に殺され、死の間際に精霊達と魔女の復活を予言していた。
死後も魂はモーゲンに眠っていたらしく、ザヴィニーの救済と、町で再び人間と精霊が共に暮らせるようになることを祈っていた。最後には魂の状態で現れ、ザヴィニーと和解し、ロッテに感謝の気持ちを伝えた。
ププラ
ルルーが飼っていた青いドラゴン。現在もモーゲンの空を飛び回っている。

## ルルーの伝説と事件の真相
モーゲンに伝わる魔女・ルルーの伝説。カロリーネの世代が聞かされていた伝説はルルーの復活に関して恐ろしさを感じさせる内容を残していたが、時代が下るにつれ、「魔女ルルーと人間が仲良く暮らしていた」という部分がメインになっていったようで、魔女の人形がマスコットとして飾られたり、教会の劇の演目になったりと子供達にとってはむしろ親しみを感じる存在となっている。

### 伝説
魔女ルルーは町の人間相手に商売をして暮らしていたが、小さなトラブルが原因で関係が悪化。ルルーはドラゴンに町を襲わせ、その結果男の子が犠牲になってしまう。町の住人達により命を落とした時、彼女は自らの復活を予言していた。

### 真相
町の権力者の息子だったザヴィニーは、ルルーを手に入れるため、彼女を孤立させようとして、チコリを使ってププラを呼び出し、毒を使って暴れさせた。その結果、ププラのための止まり木を植えてくれた小さな男の子が死亡してしまう。
本来ならば、町の住人の怒りは、信頼関係にあったルルーではなく、ザヴィニーに向かうはずだった。しかしザヴィニーと和解したかったルルーは、泉の精の管理する「運命の河」の力を使って、町の住人達の怒りが自分へ向かうように仕向ける。その結果、町の住人達は一斉にルルーに対して蜂起。ルルーが殺されそうになったところに、ザヴィニーが止めに入るが、ザヴィニーが殺されそうになったため、今度はルルーがザヴィニーをかばう形になり二人とも刺されてしまう。致命傷を負ったザヴィニーを救うため、ルルーは自らの魔力をザヴィニーに与え、時間を止めた。
ルルーは再び人間と精霊が仲良く暮らせる町になるようと祈りの言葉を残して命を落とし、眠りについた。